# Nyodes aurifera
Nyodes aurifera är en fjärilsart som beskrevs av François Louis Nompar de Caumont de Laporte. Nyodes aurifera ingår i släktet Nyodes och familjen nattflyn. Inga underarter finns listade i Catalogue of Life.